# پنس (حوزه سرشماری)، ویسکانسین
پنس (به انگلیسی: Pence) یک منطقهٔ مسکونی در ایالات متحده آمریکا است که در شهرستان آیرن، ویسکانسین واقع شده‌است. پنس ۱۳۱ نفر جمعیت دارد و ۴۹۷٫۱۳ متر بالاتر از سطح دریا واقع شده‌است.